# Långträsk, Esbo stad
Långträsk (finska: Pitkäjärvi) är en sjö i Esbo stad i Finland.   Den ligger i landskapet Nyland, i den södra delen av landet, 14 km nordväst om huvudstaden Helsingfors. Långträsk ligger 19,2 meter över havet. I omgivningarna runt Långträsk växer i huvudsak barrskog. Arean är 1,7 kvadratkilometer och strandlinjen är 13,07 kilometer lång. Sjön  ingår i Finska vikens kustområde. 